# هروویه وییچ
هروویه وییچ (کرواتی: Hrvoje Vejić؛ زادهٔ ۸ ژوئن ۱۹۷۷) بازیکن فوتبال اهل کرواسی است.
از باشگاه‌هایی که در آن بازی کرده‌است، می‌توان به هایدوک اسپلیت اشاره کرد. وی در تیم ملی فوتبال کرواسی نیز بازی کرده‌است.